# Georg Endermann
Georg Endermann (getauft am 3. April 1593; † 5. März 1663 in Görlitz) war Bürgermeister von Görlitz in den Jahren 1646, 1649, 1653, 1657 und 1661.

## Herkunft
Georg stammte aus einer in Görlitz schon lange ansässigen Familie. Er war Sohn seines gleichnamigen Vaters und Magdalena, geb. Scheibel, aus Hirschberg. Sein Großvater David Endermann war exklusiver Posauner Kaiser Rudolphs II., von dem David auch samt Verleihung eines Wappens geadelt wurde. David war der Sohn Pauls („Paulus“), der an zehn Feldzügen gegen die Türken teilnahm und dafür ausgezeichnet wurde. Schon Pauls Urgroßvater lebte in Görlitz.

## Leben
Georg Endermann besaß eine Zimmerorgel, die 1626 ihren Weg in die Annenkapelle fand. In einer Sitzung am 13. Dezember 1595 des Görlitzer Conviviums, eines Musikvereins eher unter Ratsmitgliedern, dem später auch Georg angehören würde, musizierte sein Vater auf der Posaune gemeinsam mit Sebastian Hoffmann, der auf einer Zimmerorgel spielte, wie letzterer in seinem Tagebuch schilderte. Ob es sich die gleiche Orgel handelte ist aber unklar.
Zwischen 1630 und 1662 lebte Endermann im Schönhof.
Endermann saß seit 1630 im Rat, wurde 1633 Schöffe, dreimal Prätor und schließlich Bürgermeister in den Jahren 1646, 1649, 1653, 1657 und 1661. Seine Kollegen, mit denen er sich in geregelten Abständen im Bürgermeisteramt abwechselte, waren Bartholomäus Gehler, Daniel Richter und Friedrich Ferber. Daneben verwaltete Endermann eine große Anzahl an Stadtämtern.
Georg Endermann heiratete am 10. Oktober 1622 Dorothea (geb. Schmidt von Schmiedebach), Tochter von Anton Schmidt von Schmiedebach. Ob sie aus dessen erster Ehe mit einer Dorothea (verw. Herrmann) oder aus zweiter Ehe mit Martha (geb. Gehler) stammte, ist nicht recherchiert.
1658 legte Endermann jedenfalls ein Begräbnis für die Gehler an, das von Johann Gehler († 1679) 1676 zur Gehler’schen Gruft ausgebaut wurde.
Georg hinterließ mindestens einen Sohn Hans.